# Igreja de Nossa Senhora do Rosário (Vitória)
A Igreja de Nossa Senhora do Rosário é um templo católico localizado no centro histórico da cidade de Vitória, no estado do Espírito Santo. Anteriormente chamada da Igreja de Nossa Senhora do Rosário dos Homens Pretos, foi tombada em 1946 como Patrimônio, isso pelo Instituto de Patrimônio Histórico e Artístico Nacional (IPHAN), a igreja preserva as características originais de sua construção em estilo Barroco, retrata o período colonial praticamente desaparecido no centro histórico da capital Espírito-Santense.

## História
A construção do templo foi iniciada em 14 de Setembro de 1765 com o objetivo de venerar Nossa Senhora do Rosário, a mais popular das invocações de Maria entre os negros. Sua construção durou dois anos e sua edificação foi feita por mão de obra escrava. Construída em pedra e cal e óleo de baleia, seu interior é composto por nave, capela-mor, sacristia, cemitério e um corredor com nichos, onde há os restos mortais de antigos integrantes da Irmandade de Nossa Senhora do Rosário dos Pretos. A igreja possui quatro altares, o principal é de 1911 e abriga a imagem da padroeira.  O terreno foi doado pelo capitão Felipe Gonçalves dos Santos à Irmandade. Ao lado da Igreja foi construída uma casa de leilões, com o objetivo de arrecadar verbas para compra de alforria de escravos.
Em 1864, existiam na capital quatro(4)  irmandades diferentes: a do Santíssimo Sacramento da atual Catedral , a de São Benedito pertencente ao convento de São Francisco, a de Nossa Senhora da Boa Morte e Assunção da Igreja de São Gonçalo  e a de Nossa Senhora do Rosário.
No século XIX a imagem de São Benedito foi roubada do Convento de São Francisco, atual Cúria Metropolitana de Vitória, especificamente em 23 de Setembro de 1833 onde foi levada para a Igreja de Nossa Senhora do Rosário pelos membros da Irmandade  a citar: Elias de Abreu, Antônio Motta e Domingos do Rosário, além dos devotos, principalmente os escravos que se identificavam com o santo, onde permanece até hoje. O motivo se dá pelo fato do Frei Manuel  de Santa Úrsula (Guardião do Convento) não ter permitido a saída da imagem pelas ruas, ocasionando assim a expulsão dos irmãos negros da igreja do rosário, do convento de São Francisco. 
Esse episódio foi o início dos conflitos travados entre os Peroás (os irmãos da igreja do Rosário) e Caramurus (os irmãos do Convento) e vive hoje ainda na cultura local através da Festa de São Benedito. A igreja permanece aos cuidados da Venerável Arquiepiscopal irmandade de São Benedito do Rosário desde 1833 e em 1909 sua Ata de Permissão, tendo seus cargos de liderança Provedor, Secretário e Tesoureiro. Atualmente a igreja possui pela primeira vez uma mulher administrando  como Provedora, a Sra. Nelce Pizzani Rios(98), empossada em 1991. 
A igreja está afastada do núcleo original da povoação de Vitória, possivelmente pelo fato de vários escravos participarem dos cultos, o que conferiu ao templo o nome de Igreja de Nossa Senhora do Rosário dos Negros. Ao lado da igreja foi construído um cemitério para garantir um lugar de descanso aos irmãos negros, pois na época os cemitérios públicos não aceitavam os corpos dos negros mesmo que tivessem sido alforriados antes da morte.
Existe no local o Museu de São Benedito do Rosário, que resgata toda a história da igreja, peças sacras e antigas vestimentas utilizadas pela Irmandade de São Benedito e o tricentenário andor que pesa aproximadamente 450 kg carregado por 14 homens escolhidos no dia 27 de dezembro e usado pelos fiéis durante a famosa procissão.

## Visitação
Em 2006, a Igreja de Nossa Senhora do Rosário entrou para o Visitar, hoje não existente no centro histórico. Foi um projeto da Prefeitura Municipal de Vitória, em conjunto com o Instituto Goia, que abriu as portas dos patrimônios do Centro Histórico de Vitória para visitação. Os patrimônios que faziam parte do Visitar são:
- Catedral Metropolitana de Vitória
- Igreja de Nossa Senhora do Rosário
- Convento de São Francisco
- Convento de Nossa Senhora do Carmo
- Igreja de São Gonçalo